# Aeolochroma rufivaria
Aeolochroma rufivaria là một loài bướm đêm trong họ Geometridae.